# Kleine panda's
De kleine panda's of katberen (Ailuridae) vormen een familie uit de orde der roofdieren (Carnivora). Er zijn nog maar twee levende soorten, de kleine panda (Ailurus fulgens) en Ailurus styani. Fossiele soorten zijn bekend van onder andere Spanje, Engeland en Japan, en zelfs één uit de Appalachen. In totaal bestaan er zo'n 30 fossiele soorten in acht geslachten en drie onderfamilies.
De taxonomische status van de familie is onduidelijk. Op grond van morfologie, anatomie, biochemie en paleontologie werd een verwantschap met de reuzenpanda verondersteld. Hierdoor zijn de onderfamilie Ailuropodinae (waartoe de reuzenpanda behoort) en de Ailuridae vaak samengevoegd, als een onderfamilie van de beren (Ursidae) of als eigen familie. Genetisch onderzoek heeft uitgewezen dat de reuzenpanda echter dichter bij de beren (Ursidae) staat, en de kleine panda dichter bij de wasbeerachtigen (Procyonidae). Kleine panda en de wasbeerachtigen zijn samen verenigd in de superfamilie Musteloidea, waartoe ook de marterachtigen behoren. Vaak wordt de familie dan ook beschouwd als een onderfamilie van de wasbeerachtigen, de Ailurinae.

## Taxonomie
De familie omvat de volgende geslachten en soorten:
- Familie: Ailuridae (Kleine panda's) (2 soorten)
  - Onderfamilie: Ailurinae (2 soorten)
    - Geslacht: Ailurus (2 soorten)
      - Soort: Ailurus fulgens (Kleine panda, rode panda of katbeer)
      -  Soort: Ailurus styani

    - Geslacht: Magerictis †
    - Geslacht: Parailurus †
    -  Geslacht: Pristinailurus †

  - Onderfamilie: Amphictinae †
    -  Geslacht: Amphictis †

  -  Onderfamilie: Simocyoninae †
    - Geslacht: Actiocyon †
    - Geslacht: Alopecocyon †
    - Geslacht: Protursus †
    -  Geslacht: Simocyon †